# URZ AP
Az URZ AP (Univerzální Ruční Zbraň Automatická Puška) egy csehszlovák gépkarabély.
A "fegyversorozatot" először a francia a Berthier géppuskával kezdte, a Stoner 63-at pedig Jiri Cermak alakította ki az 1960-as évek végén, aki az SA Vz. 58 puska. A fegyverek sorozata az volt, hogy mindent lecseréljenek a géppisztolyokról az általános célú géppuskákra. Az URZ APT használta a vevőt, amely minden változatban hengeres tartályból készült. A Varsói Paktum országának legszokatlanabb helyén az URZ AP 7,62 × 51 mm-es NATO-tagsággal rendelkezett, mivel exportra szánták.
Az URZ AP egy 7.62x51mm-es NATO kaliberű késleltetett blowback támadó puska. A fegyver egy forgó csavarral késleltetett blowback műveletet használ, 2 hüvellyel, hengerekkel, hogy leküzdjék a negyedik csavart, hogy felgyorsítsa a csavartartót és kinyit. Az extrakció megkönnyítése érdekében a hordónak van egy hornyolt kamra a megrepedt patronok megakadályozása érdekében. A kiválasztott tűzképesség a zárt csavartól a félig automata és a teljesen csavarozott csavartól kezdődik. A szalagbetáplálás a lőszerdobozban található betápláló forgórészt használja.